# Nederlands telefoonalfabet
Het Nederlands telefoonalfabet is een spelalfabet dat wordt gebruikt om, bijvoorbeeld via de telefoon, woorden te spellen. In de luchtvaart- en scheepvaart-sector en bij kortegolfverbindingen en voor militaire doeleinden wordt een internationale versie gebruikt, het NAVO-spellingsalfabet.
Ieder karakter (ook cijfers en leestekens) in een opeenvolging, woord of zin moet apart worden uitgesproken.
Omdat wetenschappelijk onderzoek heeft aangetoond dat de taal die mensen meekrijgen invloed heeft op de manier waarop mensen de wereld waarnemen en indelen, en het Nederlandse spelalfabet bestaat uit "ouderwetse witte mannennamen", heeft feministisch platform De Bovengrondse in 2025 een alternatief spelalfabet opgezet, met bijbehorende foto's.

## Tabel
| Letter | Woord                 | IPA                         |
| ------ | --------------------- | --------------------------- |
| A      | Anna Anton            | ['ɑna] ['ɑɴtɔɴ]             |
| B      | Bernard               | ['bɛɹnɑɹt]                  |
| C      | Cornelis              | [kɔɹ'neləs]                 |
| D      | Dirk                  | [dɪɹk]                      |
| E      | Eduard                | ['edyʋɑɹt]                  |
| F      | Ferdinand             | ['fɛɹdinɑnt]                |
| G      | Gerard                | ['xeɣɑɹt]                   |
| H      | Hendrik               | ['ɦɛndɣɪk]                  |
| I      | Isaak Izaak           | ['izaːk]                    |
| J      | Jan Johannes          | [jɑɴ] [jo'ɦɑnəs]            |
| K      | Karel                 | ['kaɣəl]                    |
| L      | Lodewijk              | ['lodəʋɛɪk]                 |
| M      | Maria Marie           | [mɑ'ɣiːa] [mɑ'ɣi]           |
| N      | Nico                  | ['niko]                     |
| O      | Otto                  | ['ɔto]                      |
| P      | Pieter                | ['pitəɹ]                    |
| Q      | Quotiënt Quirinus     | [ko'ʃɛnt] [kʋi'rinɤs]       |
| R      | Rudolf                | ['ɣydɔlf]                   |
| S      | Simon                 | ['simɔn]                    |
| T      | Teunis Theodoor Tinus | ['tønɪs] ['teodoɹ] ['tinɤs] |
| U      | Utrecht               | ['ytɣɛxt]                   |
| V      | Victor                | ['vɪktɔɹ]                   |
| W      | Willem                | ['ʋɪləɱ]                    |
| X      | Xantippe              | [ksɑn'tɪpə]                 |
| Y      | Ypsilon               | ['ipsilɔn]                  |
| Ĳ      | IJsbrand              | ['ɛɪsbrɑnt]                 |
| Z      | Zaandam Zacharias     | [zaːn'dɑɱ] [zɑxa'ɣiːɑs]     |

## Voorbeelden
- Wikipedia - Willem Izaak Karel Izaak Pieter Eduard Dirk Izaak Anton
- Alfabet - Anna Lodewijk Ferdinand Anna Bernard Eduard Tinus